# Euchresta
Euchresta – rodzaj roślin z rodziny bobowatych (Fabaceae). Obejmuje cztery gatunki. Występują one w południowo-wschodniej i wschodniej Azji – od Asamu i Bhutanu, poprzez Półwysep Indochiński, wyspy Indonezji i Filipin, południowe i wschodnie Chiny po Półwysep Koreański i Wyspy Japońskie. Rosną w runie w miejscach wilgotnych w górskich okresowo suchych lasach tropikalnych oraz w strefie ciepłego klimatu umiarkowanego w lasach zimozielonych. Kłącza E. japonica wykorzystywane są w leczeniu chorób gardła i jamy ustnej. Nasiona E. horsfieldii wykorzystywane są do sporządzania napoju wzmacniającego.

## Morfologia
PokrójKrzewy.
LiścieSkrętoległe, nieparzysto pierzasto złożone. Listków jest od 3 do 7, ułożone są na osi liścia naprzeciwlegle. Przylistków brak.
KwiatyWyrastają pojedynczo wzdłuż osi groniastego kwiatostanu, wsparte trwałymi, drobnymi przysadkami. Kielich dzwonkowaty do rurkowatego, wygięty i skośny, z 5 ząbkami, odpadający w czasie owocowania. Kwiaty motylkowe wystające znacznie z kielicha, z żagielkiem wąskim, wzniesionym, dłuższym od skrzydełek i łódeczki, skrzydełka podługowate i tępo zakończone. Pręcików jest 10, z czego jeden wolny, pozostałe zrastające się. Słupek pojedynczy, z pojedynczym lub dwoma zalążkami w zalążni. Szyjka nitkowato cienka, zakończona drobnym, główkowatym znamieniem.
OwoceJednonasienne, jajowate lub elipsoidalne strąki. Nasiono w białej łupinie.

## Systematyka
Pozycja systematyczna
Rodzaj z monotypowego plemienia Euchresteae w podrodzinie bobowatych właściwych Faboideae z rodziny bobowatych Fabaceae.
Wykaz gatunków
- Euchresta formosana (Hayata) Ohwi
- Euchresta horsfieldii (Lesch.) Benn.
- Euchresta japonica Hook.f. ex Regel
- Euchresta tubulosa Dunn